# Чу Мин Джин
Чу Мин Джин (кор. 주민진, 朱敏眞, англ. Joo Min-Jin род. 1 августа 1983, г. Сеул) — южнокорейская шорт-трекистка, Двукратная чемпионка мира и чемпионка Олимпийских игр 2002 года в эстафете.

## Спортивная карьера
Чу Мин Джин впервые начала одновременно плавать и кататься на коньках в возрасте 7-ми лет в начальной школе Итэвон. В возрасте 14 лет, когда училась в средней школе для девочек Босон выступила на юниорском чемпионате мира в 1998 году, где выиграла золото на дистанциях 500 и 1000 м и серебро на 1500 м, а в общем зачёте заняла 1-е место. На следующий год повторила результат, выиграв в многоборье золотую медаль.
В течение первого года обучения в средней школе для девочек Сехва в 1999 году она была выбрана членом национальной сборной и участвовала на этапах Кубка мира, где выиграла в Зутермере на 3000 м и трижды была на подиумах, в итоге стала 17-й в общем зачёте.
На следующий год Чу Мин Джин выступала на чемпионате мира в Шеффилде и выиграла бронзовые медали на дистанциях 1000 и 1500 метров и серебряную в эстафете. Через неделю в Гааге на командном чемпионате мира взяла серебро. На командном чемпионате мира в Минамимаки в 2001 году вновь заняла 2-е место с командой.
Чу участвовала в 2002 году на Олимпийских играх в Солт-Лейк-Сити на дистанции 500 м, где заняла 9-е место, и в эстафете. До этого сборная Кореи дважды становилась Олимпийскими чемпионами, но в том году фаворитами являлись именно Китаянки, чемпионки мира последних 4 лет. В полуфинале кореянки установили мировой рекорд с результатом 4:14.977. В финал вышли ещё и Японки и Канадки.
С самого начала Китайская дружина во главе Ян Ян (A) вышли вперёд и лидировали почти всю дистанцию, но за 8 кругов до финиша Корея вышла вперёд. За 2 круга до финиша Чхве Мин Гён удержала Китаянок и финишировала первой, принеся третье золото Корее и установив ещё один рекорд мира 4:12.793 
В марте Чу с командой впервые выиграли командный чемпионат мира в Милуоки, а в начале апреля чемпионат мира в Монреале в эстафете с Ко Ги Хён, Пак Хе Вон, Чхве Ын Гён, Чхве Мин Гён.
В 2003 году на зимних Азиатских играх в Аомори, выиграла золото в эстафете и взяла несколько подиумов на Кубке мира, в том числе 3 первых места, два - вторых и одно - третье.
После окончания женского университета Ихва, она была выбрана тренером национальной сборной по шорт-треку в апреле 2008 года, и это вторая женщина-тренер, назначенная тренером после бывшего тренера Ким Со Хи, которая ушла в отставку из-за насилия в спорте. В сезоне 2008-09 гг. она возглавляла женскую сборную по шорт-треку, а в ноябре 2010 г. снова была назначена тренером сезона 2010-11 гг. Чу Мин Джин участвовала в качестве тренера в Зимних Азиатских играх 2011 г. в Астане / Алматы.
В мае 2011 года она вышла замуж за бывшего хоккеиста с шайбой Ким Хон Ика., а её тесть также бывший хоккеист Ким Ин Сон, президент хоккейной площадки Mokdong Ice Hockey Rink в Сеуле. В 2018 году она также рассказала, что подвергалась насилию, участвуя за сборную со стороны профессора и тренера национальной сборной Чон Мён Гю из Корейского университета спорта.